# 静岡県立御殿場高等学校
静岡県立御殿場高等学校（しずおかけんりつ ごてんばこうとうがっこう）は、静岡県御殿場市御殿場にある県立高等学校。通称は「御高」（ごこう）。

## 設置学科
平成30年度より学科の名称が変更された。括弧内がかつての名称にあたる。
- 創造工学科(情報システム科)
- 創造ビジネス科(情報ビジネス科)
- 生活創造デザイン科(情報デザイン科)

## 沿革
- 1901年（明治34年）12月 - 御厨町外10ヶ所町村学校組合立御殿場農学校として開校。
- 1914年（大正3年）4月 - 女子部を設置し御殿場実業学校と改称。
- 1923年（大正12年）4月 - 県立に移管、静岡県立御殿場実業学校と改称。
- 1948年（昭和23年）4月 - 学制改革により静岡県立御殿場高等学校と改称。農業課程・商業課程・普通課程を設ける。
- 2005年（平成17年）9月 - ゼロ・トレランス方式による生徒指導を開始。

因みに御殿場南高校と小山高校はそれぞれ元は御殿場高校の普通科と定時制分校だった。

## 著名な出身者
- 勝間田清一 （元衆議院副議長、社会党委員長）
- 山崎劔二 （元衆議院議員）
- 勝又春一 （岳南建設創業者）
- なえなの（YouTuber）